# Česká asociace paraplegiků
Česká asociace paraplegiků – CZEPA (dříve Svaz paraplegiků České republiky) je občanské sdružení, které sdružuje osoby po poranění míchy (paraplegiky). Posláním této organizace je hájení práv a zájmů vozíčkářů po poškození míchy a ovlivňovat systém zdravotní a sociální péče v ČR. Její program vychází z přesvědčení, že člověk na vozíku může a má právo žít kvalitním a aktivním životem – a to v rodině, v zaměstnání, s volným časem vyplněným zájmy a koníčky, stejně jako všichni ostatní lidé bez handicapu. Ředitelkou je Alena Jančíková.

## Historie
Svaz paraplegiků vznikl po sametové revoluci v roce 1990 a působí na území České republiky. Od roku 2012 užívá současný název Česká asociace paraplegiků – CZEPA.

## Odkaz
- Web České asociace paraplegiků - CZEPA